# Mascha Ballhaus
Mascha Ballhaus (* 27. Juli 2000 in Hamburg) ist eine deutsche Judoka. Sie wurde 2023 Europameisterschaftsdritte und 2025 Weltmeisterschaftsdritte.

## Karriere
Mascha Ballhaus kämpfte von 2016 bis 2019 in der Gewichtsklasse bis 48 Kilogramm. 2016 war sie Dritte der Kadetten-Europameisterschaften. 2017 gewann sie Einzel und mit der Mannschaft bei den Kadetten-Europameisterschaften und wurde Zweite der Kadetten-Weltmeisterschaften. 2018 und 2019 war sie jeweils Fünfte der Junioren-Europameisterschaften.
2020 stieg sie in die Gewichtsklasse bis 52 Kilogramm auf. Im November 2021 wurde sie hinter der Kroatin Ana Viktorija Puljiz Zweite der U23-Europameisterschaften. Im April 2022 erreichte sie das Halbfinale bei den Europameisterschaften in Sofia. Nach der Halbfinalniederlage gegen die Britin Chelsie Giles verlor sie im Kampf um Bronze gegen Distria Krasniqi aus dem Kosovo. Im Januar 2023 gewann Ballhaus ihren ersten deutschen Meistertitel. Bei den gleichen Meisterschaften siegte ihre Zwillingsschwester Seija Ballhaus in der Gewichtsklasse bis 57 Kilogramm. Im März 2023 gewann Mascha Ballhaus im Finale des Grand-Slam-Turniers in Taschkent gegen die Japanerin Ai Shishime. Bei den Europameisterschaften in Montpellier unterlag sie im Viertelfinale der Französin Amandine Buchard. Mit Siegen über die Israelin Gefen Primo in der Hoffnungsrunde und über die Italienerin Odette Giuffrida im Kampf um den dritten Platz erkämpfte sich Ballhaus eine Bronzemedaille. Bei den Weltmeisterschaften 2024 in Abu Dhabi verlor Ballhaus im Viertelfinale gegen Amandine Buchard. Mit Siegen über die Brasilianerin Larissa Pimenta und die Japanerin Hibiki Shiraishi sicherte sich Ballhaus Weltmeisterschaftsbronze. Bei den Olympischen Spielen in Paris erreichte Ballhaus das Viertelfinale. Dort unterlag sie der späteren Olympiasiegerin Diyora Keldiyorova aus Usbekistan, am Ende belegte Ballhaus den siebten Platz.
Mascha Ballhaus begann beim TSV Glinde und wechselte später zum TH Eilbeck, in der Bundesliga tritt sie für den JSV Speyer an.